# Belagerung von Thionville (1558)

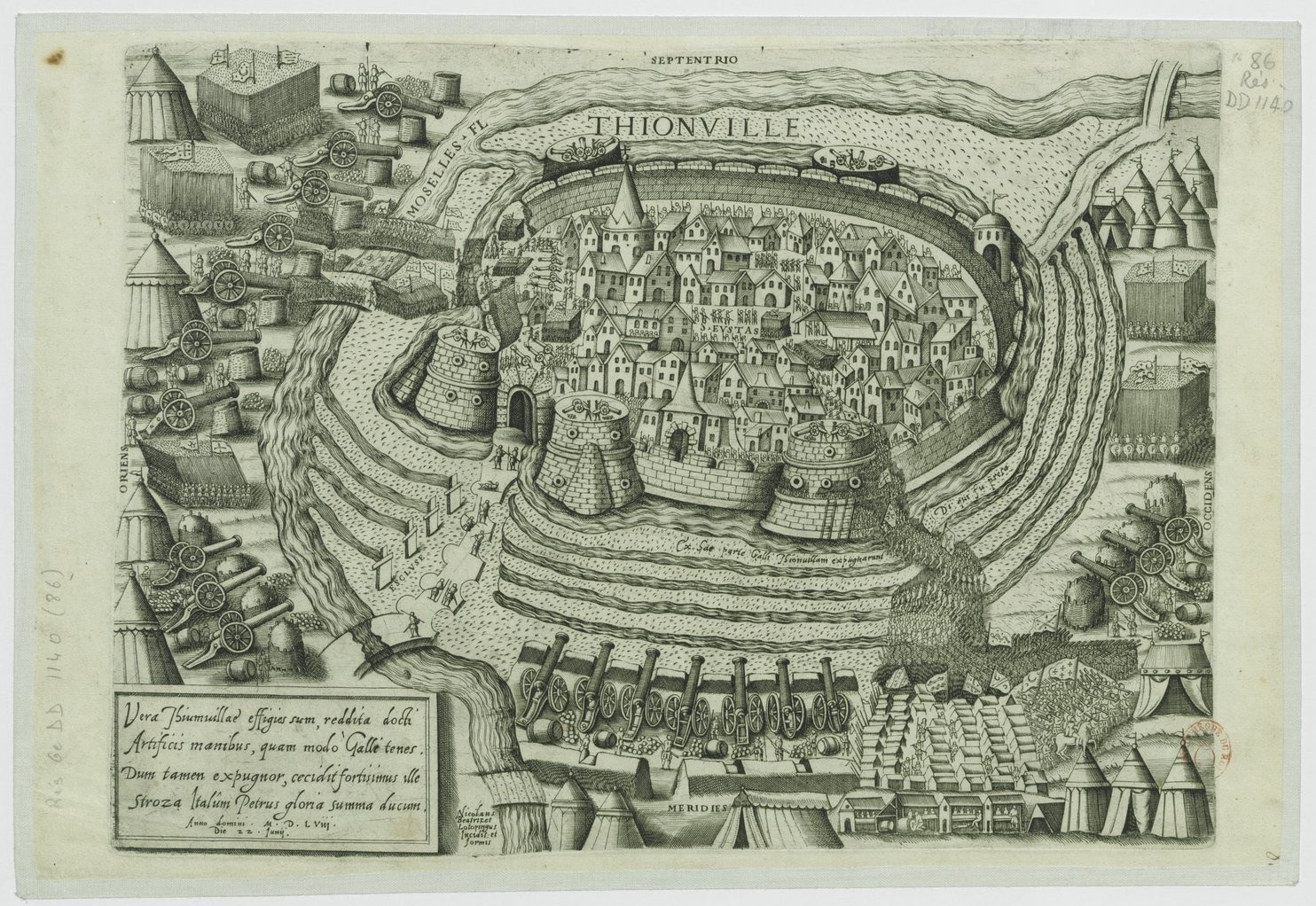
Kavaliersansicht der Belagerung von 1558

Die Belagerung von Thionville von 1558 war die Belagerung der Stadt Thionville während des letzten der Italienischen Kriege, dem von 1557 bis 1559. Die Stadt wurde von den Spaniern gegen eine französische Truppe unter dem Herzog von Guise, und anderen gehalten. Die Belagerung dauerte vom 17. April bis zum 23. Juni 1558 und endete mit einem französischen Sieg.

## Ablauf
Die Einnahme von Calais durch Guise ermöglichte ihm einen Gegenangriff auf die Spanier. Heinrich II. von Frankreich beschloss, seine Streitkräfte gegen Thionville zu konzentrieren, eine der stärksten Städte, die damals von Karl V., dem Kaiser des Heiligen Römischen Reiches, gehalten wurde und als uneinnehmbar galt. Sie bedrohte die französische Stadt Metz, die zwanzig Infanterie- und Artilleriekompanien entsandte. Hinzu kamen eine Kompanie Gendarmerie, eine Kompanie leichter Kavallerie unter dem Grafen Jean d’Espinay sowie weitere Infanterie und Kavallerie, vor allem aus Toul und Verdun. Sie alle trafen am 26. April 1587 ein, um die Truppen des Seigneur de Vieilleville zu verstärken, die neun Tage zuvor die Stadt angegriffen hatten. Die Ankunft wurde weder mit Trommeln noch mit Fanfaren angekündigt, um sie vor den belagerten Truppen geheim zu halten.
Vieilleville errichtete Pontonbrücken und verankerte Bojen in den Furten. Außerdem hatte er zwölf Kanonen vom Kaliber des Kaisers (33 Pfund 4 Unzen – 34 Pfund), sechs große Feldschlangen (15 Pfund 2 Unzen – 15 Pfund 4 Unzen) und andere Feldgeschütze eingegraben. Weitere Truppen kamen zur Verstärkung der Belagerer aus Brie, der Champagne, Bassigny, dem Herzogtum Orléans und anderen Regionen sowie sechs Kornetts Kavallerie, je eines von Heinrich von Braunschweig-Dannenberg, dem jüngeren Sohn des Herzogs von Zweibrücken, dem unehelichen Sohn von Christoph, Herzog von Württemberg und den Neffen von Johann von der Leyen, Erzbischof von Trier, Daniel Brendel von Homburg, Erzbischof von Mainz und Georg, Herzog von Simmern.
Am 17. April trafen die ersten Truppen von Vieilleville außerhalb der Stadtmauern ein und errichteten an den wichtigsten Punkten Belagerungswerke, die die Lebensmittelversorgung der Stadt unterbrachen. Am 26. April trafen die deutschen Truppen zusammen mit den anderen von Imbert de Bourdillon entsandten französischen Verstärkungen ein, so dass die Stadt vollständig umstellt werden konnte. Anfang Mai schickte Guise eine Nachricht, in der er den Seigneur de Vieilleville aufforderte, mit weiteren 400 Bewaffneten, 500 Mann leichter Kavallerie und 1.000 berittenen Arkebusieren auf seine Ankunft zu warten – er und Piero Strozzi erreichten die Stadt schließlich am 28. Mai. Damit belief sich die französische Streitmacht auf etwa 12.000 Mann, andere Quellen gehen von 12.000–14.000 oder sogar 10.000 Franzosen und 20.000 Deutschen aus. Die Garnison bestand nur aus etwa 3.000 Mann, 50 Feldschlangen und anderen Artilleriegeschützen, die von Jean Carrebe, einem Richter aus Löwen, befehligt wurden.
Vieilleville rüstete daraufhin sofort fünfzehn große und zwanzig kleinere Boote mit Artilleriegeschützen und genügend Pulver für 15.000 Schuss aus. Die vereinte Truppe machte sich auf den Weg zu einem Dorf oder Bauernhof an der Mosel namens Neufville-aux-Noyers, wo er sein Hauptquartier aufschlug. In Teissiers Histoire de Thionville heißt es, dass es an der Mosel oder in deren Nähe kein Dorf oder Gehöft dieses Namens gab, so dass die Möglichkeit besteht, dass es während der Belagerung von der Landkarte verschwunden ist. Philippe de Montmorency-Nivelle und drei Trupps erfahrener spanischer Soldaten versuchten in der ersten Nacht der Belagerung, Hilfe in die Stadt zu bringen, aber die Zugänge waren so gut bewacht, dass sie sich in Richtung der Stadt Luxemburg zurückziehen mussten. Zwei Tage später versuchten vier Kompanien aus Flandern und Namur mit insgesamt fünfzig Reitern ebenfalls erfolglos, in die Stadt vorzudringen. Die Spanier unternahmen daraufhin keine weiteren Versuche, die Stadt zu befreien.

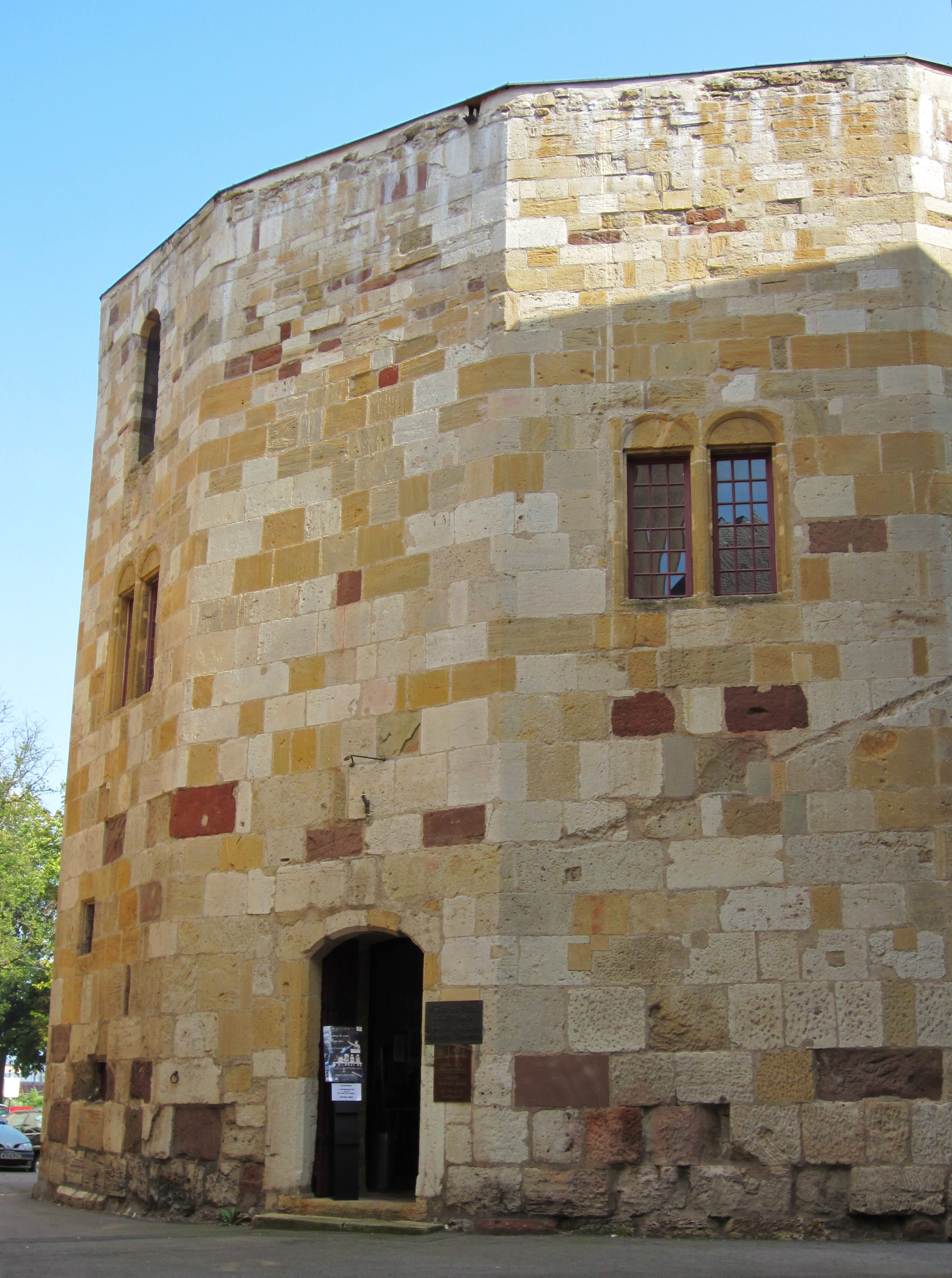
Die Tour aux Puces in Thionville

Am dritten Tag montierten die Franzosen eine Kanone vom Kaiser-Kaliber am Moselufer und die sechs großen Feldschlangen nur 1.500 Schritte von der Stadt entfernt. Dadurch wurden die Verteidigungsanlagen der Stadt schwer beschädigt und die gesamte Artillerie zerstört. Die deutsch-französischen Truppen griffen daraufhin vom rechten Moselufer aus an und zielten auf die Tour-aux-Puces und die Befestigungsanlagen auf der Südostseite der Stadt. Diese wurden durchbrochen und die französischen Soldaten starteten einen Angriff, bei dem sie jedoch etwa hundert Mann verloren und zurückgeschlagen wurden. In den folgenden vier Tagen lieferten sich die Stadt und die Franzosen ein Musketengefecht. Am 21. Juni besuchte Strozzi die Artilleriestellungen, um die sechs großen Feldschlangen in einen neuen, näher an der Mauer gelegenen Unterstand zu verlegen, wurde jedoch auf 500 Schritte Entfernung von einem Musketenschuss in den Hals getroffen und starb dreißig Minuten später. Sein Tod wurde jedoch sorgfältig geheim gehalten, um die Moral der Männer nicht zu beeinträchtigen. Außerdem konnte Vieilleville so wieder das Kommando über die Belagerung übernehmen und beschloss, die Stadt vom linken Ufer aus anzugreifen. Da die sechs großen Feldschlangen in ihren alten Stellungen nicht mehr zu gebrauchen waren, ordnete er an, sie in ein Dickicht zu verlegen, das ideal für den Beschuss der Verteidigungsanlagen an der Hauptstraße und an der Porte de Luxembourg war, und ließ für sie neue Gräben ausheben sowie weitere Kanonen aus Metz anfordern.
Vier Kanonen beschossen eine Stunde lang einen einzigen Turm, der eher wie ein Taubenschlag aussah, und als eine Bresche in die Mauer geschlagen wurde, stürzten sich die französischen Truppen in die Lücke und eroberten den Turm. Vieilleville führte 100–120 Pioniere an, um einen Vorstoß zu starten, und ließ dann zwei Kanonen in die Bresche springen. Diese feuerten vier Schüsse in das Innere der Stadt und brachten die Stadtmauer zum Beben. Am nächsten Tag „panzerte Vieilleville alle Glieder, wie am Tag einer Schlacht, mit Beinschienen, Knieschützern, Kürassieren, Brustpanzer, Unterarm- und Oberarmschützern und einem Helm auf dem Kopf, das Visier heruntergeklappt, um mit seinen Lieblingstruppen, Gendarmen und Arkebusiere in die Stadt einzudringen oder [bei dem Versuch] zu sterben.“ Die ganze Stadt kam, um den ersten Angriff abzuwehren, der zurückgeschlagen wurde, aber dreißig Franzosen stürmten bald darauf einen zweiten und drangen mit dem Ruf „Frankreich! Frankreich! Die Stadt ist erobert!“ in die Thionville ein.

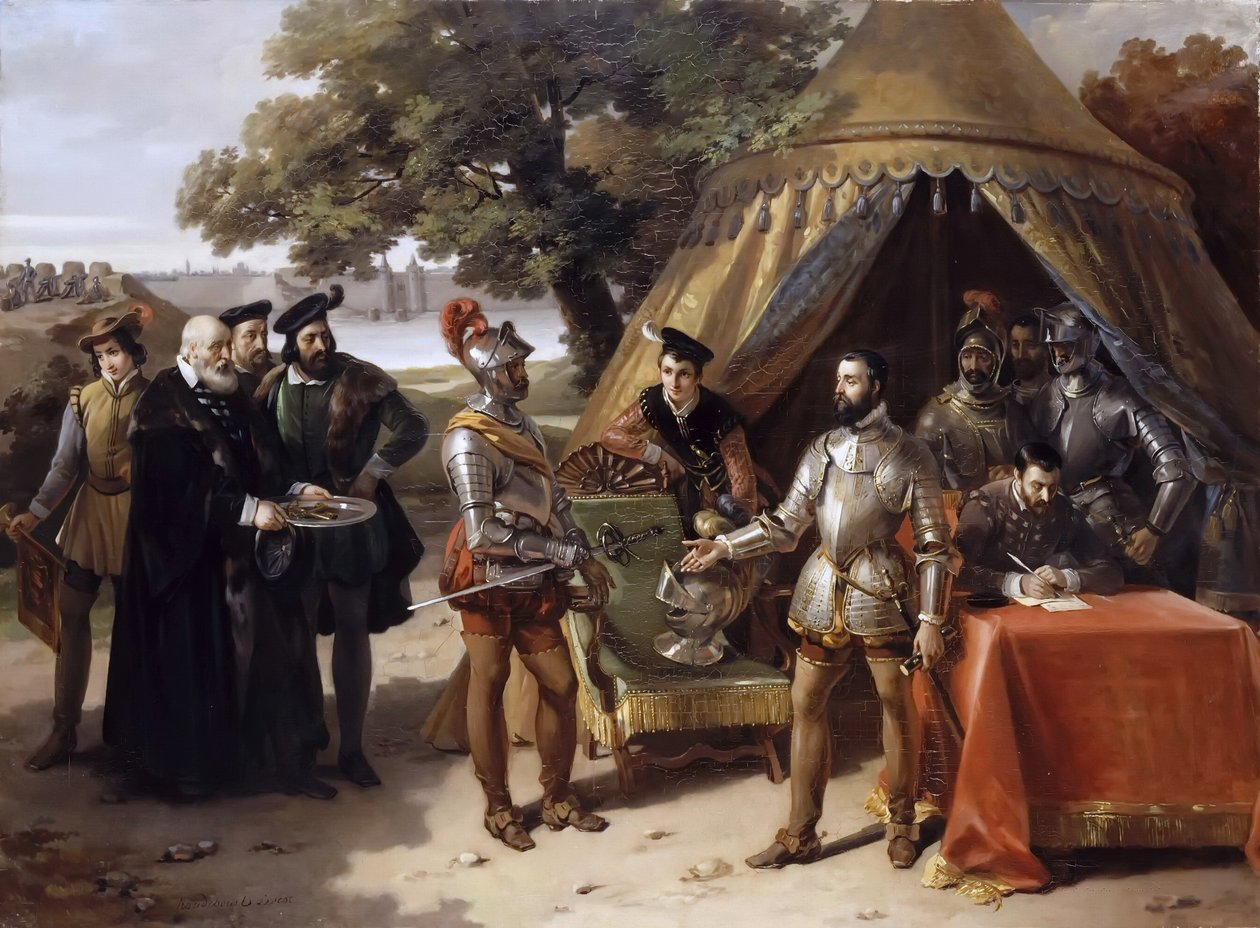
„Die Eroberung von Thionville, 23. Juni 1558“, Historiengemälde von Hortense Haudebourt-Lescot, 1837

Guise ließ eine Trompete erschallen, um den Kommandanten der Stadt, Jean Carrebe, zu einer Unterredung einzuladen. Er schickte einen Gesandten, um ihm mitzuteilen, dass, wenn die Verteidiger die Stadt nicht innerhalb von drei Stunden verlassen würden, Guise seinen Truppen gestatten würde, alle Einwohner, einschließlich der Frauen und Kinder, aufzuhängen. Carrebe schickte den Gesandten zurück und nannte seine eigenen Bedingungen, doch Guise weigerte sich mit der Begründung, dass es den Besiegten nicht zustehe, den Siegern Vorschriften zu machen, und feuerte fünf oder sechs weitere Schüsse auf die Häuser der Stadt ab. Carrebe kapitulierte daraufhin bedingungslos, und die spanischen Soldaten und die Einwohner durften die Stadt verlassen, allerdings ohne alle militärischen Ehren (d. h. Trommeln, Trompeten, Standarten und keine Waffen außer einem Schwert). Alle anderen Waffen ließen sie in der Stadt zurück, und die französischen Truppen nahmen die Stadt am 23. Juni in Besitz.
Scépeaux schlug vor, die Stadt und ihre Befestigungen als Vergeltung für die Zerstörung von Thérouanne im Jahr 1553 abzureißen, doch Guise legte sein Veto ein. Die Einwohner hatten die Stadt so hartnäckig verteidigt, dass Guise keinen einzigen von ihnen bleiben ließ, und so musste die Stadt durch einen Teil der Einwohner von Metz, die die Häuser von Thionville kauften, neu besiedelt werden. Mit dem Frieden von Cateau-Cambrésis im darauffolgenden Jahr wurde Thionville jedoch an die Spanier zurückgegeben, auch wenn diese in der Zwischenzeit nicht in der Lage gewesen waren, die Stadt zurückzuerobern. Die Franzosen verließen die Stadt gemäß dem Vertrag, und die ursprünglichen Bewohner nahmen ihre Häuser wieder in Besitz, waren aber nicht in der Lage, den Wohlstand der Stadt aus der Vorkriegszeit wiederherzustellen, da sie während der zwölfmonatigen französischen Besetzung stark beschädigt worden war.